# Повзик
Повзик (Sitta) — рід невеликих за розміром співочих птахів родини повзикових (Sittidae). Включає 28 видів.

## Поширення
Повзики поширені в Північній півкулі. Різні види мешкають у хвойних та змішаних лісах Європи, Азії та Північної Америки. Два види поширені в Північній Африці. Це осілі птахи, тобто круглорічно у межах певної території, лише повзик канадський на зиму мігрує в південні регіони Північної Америки.

## Види
- повзик звичайний (Sitta europaea)
- повзик сибірський (Sitta arctica)
- повзик тибетський (Sitta nagaensis)
- повзик кашмірський (Sitta cashmirensis)
- повзик іржастий (Sitta cinnamoventris)
- повзик каштановий (Sitta castanea)
- повзик бірманський (Sitta neglecta)
- повзик гімалайський (Sitta himalayensis)
- повзик білобровий (Sitta victoriae)
- повзик-крихітка (Sitta pygmaea)
- повзик малий (Sitta pusilla)
- повзик корсиканський (Sitta whiteheadi)
- повзик алжирський (Sitta ledanti)
- повзик рудоволий (Sitta krueperi)
- повзик китайський (Sitta villosa)
- повзик юннанський (Sitta yunnanensis)
- повзик канадський (Sitta canadensis)
- повзик білощокий (Sitta leucopsis)
- повзик чорноголовий (Sitta przewalskii)
- повзик каролінський (Sitta carolinensis)
- повзик скельний (Sitta neumayer)
- повзик великий (Sitta tephronota)
- повзик червонодзьобий (Sitta frontalis)
- повзик жовтодзьобий (Sitta solangiae)
- повзик острівний (Sitta oenochlamys)
- повзик блакитний (Sitta azurea)
- повзик гігантський (Sitta magna)
- повзик-білозір (Sitta formosa)
- повзик багамський (Sitta insularis)